# Кіберпартизани
Не плутати з Кіберпартизани (es)
Кіберпартизани (біл. Кіберпартызаны) — білоруська децентралізована група анонімних хакерів-активістів, які своїми діями проти Олександра Лукашенка намагаються усунути його від влади і «відсторонити від влади чиновників, які не бажають чути голос народу і служити інтересам Білорусі».

## Історія
Група анонімних хакерів-активістів (або скорочено: хактивістів) під назвою «Кіберпартизани» з'явилася у Республіці Білорусь восени 2020 року у відповідь на фальсифікацію виборів у Білорусі, насильство з боку силовиків та масові репресії. Команда анонімних ІТ-фахівців прославилася зломом системи з паспортними даними, «зливами» записів розмов силовиків та чиновників, а також кібератаками на систему Білоруської залізниці (БЗ) та іншими діями.

### 2020
1 вересня Telegram-канал Nexta опублікував «План Перемоги, в якому в розділі «Інформаційний фронт» була передбачена хакерська війна.
2 вересня було зламано сайт Управління справами президента Білорусі. На ньому розмістили біло-червоно-білий прапор і фотожабу на керівника відомства Віктора Шеймана, який працював з Лукашенком від 1994 року.
2 вересня було зламано сайт МВС Білорусі, на сайт було додано в розшук Олександра Лукашенка.
4 вересня на Telegram-каналі Nexta було створено сторінку із закликом приєднуватися до хакерської герильї.
Пізніше були зламані сайти Національної лотереї, Міністерства з податків та зборів, біржі, держакупівель, президента і Генеральної прокуратури Білорусі. Хакери отримали бази даних з персональними даними співробітників ОМОН, КДБ та МВС Білорусі. Було запущено онлайн-карту з адресами силовиків режиму Лукашенка, причетних до побиття мітингарів.
26 вересня було зламано державні канали і в ефір запустили відео побиття активістів.

### 2021
У серпні 2021 року суд визнав екстремістськими інформаційні ресурси «Кіберпартизанів». У жовтні МВС Білорусі визнало ці телеграм-канали екстремістським формуванням. Було заявлено, що створення такого формування чи участь у ньому є — кримінальним злочином у Білорусі. Наприкінці листопада Верховний суд Білорусі визнав «Кіберпартизан» та інші неформальні організації — терористичними.

### 2024
26 квітня, як повідомила білоруська служба Радіо Свобода, хакерське угруповання «Кіберпартизани» заявило, що восени 2023 року вони проникли в мережу головного органу безпеки Білорусі і отримали доступ до особистих справ тисяч співробітників КДБ. Також вони повідомили, що через їхню діяльність, офіційний сайт білоруського КДБ не працює більше двох місяців.